# Онстад, Пэт
Па́трик Стю́арт О́нстад (англ. Patrick Stewart Onstad; род. 13 января 1968[…], Ванкувер, Британская Колумбия) — канадский футболист, игравший на позиции вратаря. Выступал за сборную Канады.

## Клубная карьера
В юности Онстад выступал за команду Университета Британской Колумбии, в составе которой трижды становился чемпионом Канады среди студентов. После окончания университета Онстад несколько лет играл в Канадской Футбольной лиге за клубы из Ванкувера, Виннипега и Торонто. В составе «Виннипег Фьюри» был чемпионом лиги.
В 1994 году Онстад перебрался в Американскую Профессиональную Футбольную лигу, где играл за «Торонто Рокетс» и «Монреаль Импакт». В 1996 году играл в мини-футбол за команду «Эдмонтон Дриллерз». Вернулся в «большой» футбол в следующем году, став игроком команды А-Лиги «Торонто Линкс». В 1998 году вратарь подписал контракт с «Рочестер Рэйджин Райнос», в составе которого в том же году стал чемпионом и лучшим вратарем лиги, пропустив в 26 матчах сезона лишь 13 мячей.
В 1999 году Онстад перешёл в шотландский «Данди Юнайтед», но, не сыграв за европейскую команду ни одного матча, в 2001 году вернулся в Рочестер.
В 2003 году Пэт Онстад дебютировал в MLS в составе «Сан-Хосе Эртквейкс», за время выступления в котором по разу становился победителем плей-офф и регулярного чемпионата и дважды—лучшим вратарем лиги. С 2006 года защищает ворота «Хьюстон Динамо». В сезоне 2006 года провёл за команду все матчи от начала до конца.
В 2011 году вратарь перешёл в «Ди Си Юнайтед», провёл за команду 3 матча, после чего завершил карьеру игрока, став тренером вратарей.

## Национальная сборная
Выступал за сборную Канады (до 20 лет) на чемпионате мира 1987 года в Чили.
За первую сборную дебютировал 18 февраля 1988 года в гостевом матче с командой Бермудских Островов (0:0). Был в заявке сборной Канады на кубках КОНКАКАФ 1993, 2000, 2003 и 2007 годов, а также на Кубке конфедераций 2001. Занимает первое место среди вратарей по числу сыгранных матчей за сборную Канады.

## Достижения

### В сборной
- Обладатель Золотого кубка КОНКАКАФ (1): 2000

### Клубные
- Обладатель Кубка MLS (3): 2003, 2006, 2007
- Победитель регулярного чемпионата MLS (1): 2005

### Личные
- Лучший вратарь MLS (2): 2003, 2005
- Член символической сборной MLS (2): 2003, 2005